# Kazimierz Wróblewski (lekarz)

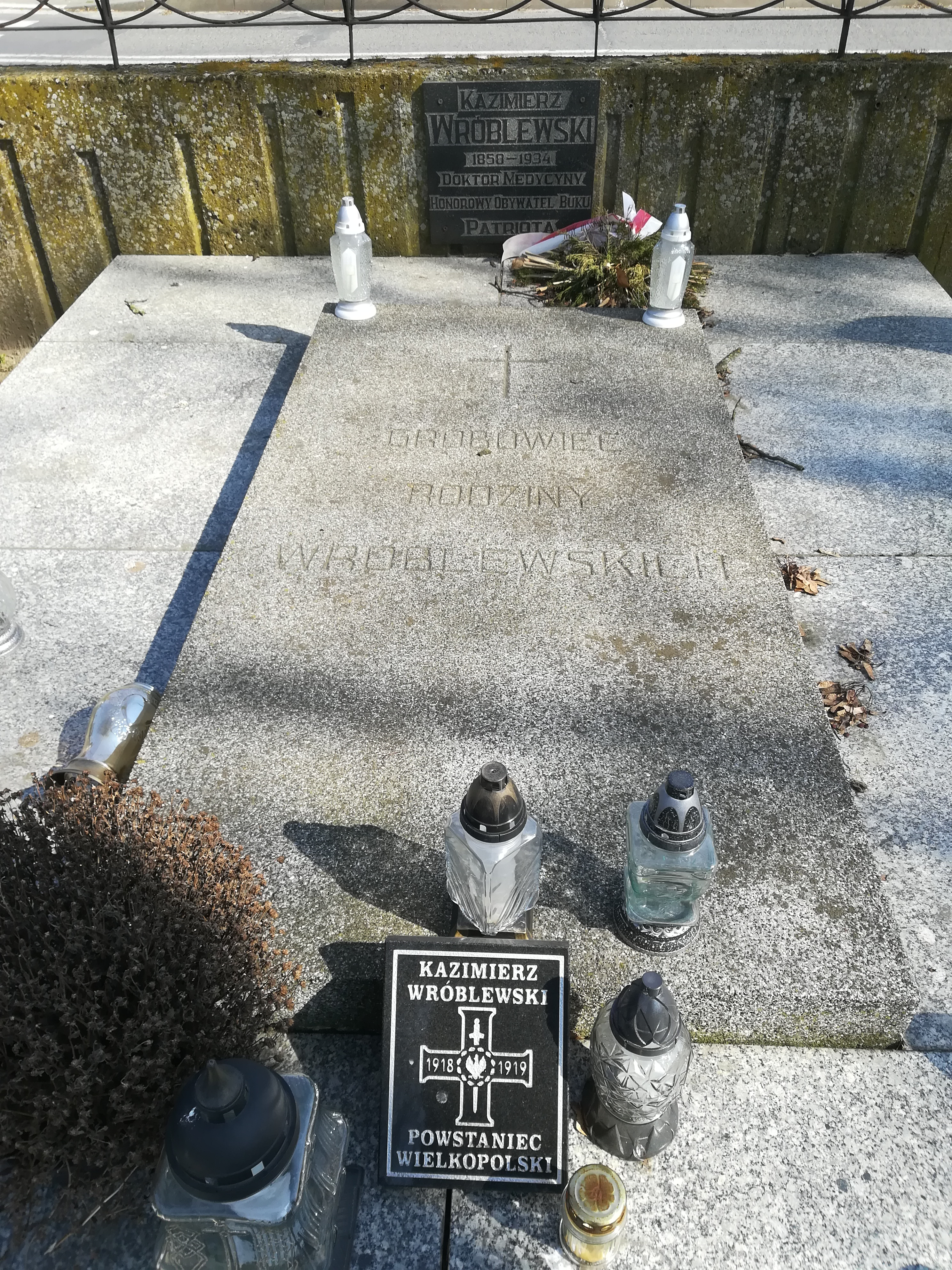
Grób w na cmentarzu św. Rocha Buku

Kazimierz Wróblewski (ur. 4 lutego 1858 w Bogdanowie, zm. 11 sierpnia 1934 w Poznaniu) – polski lekarz i działacz społeczny, podpułkownik Wojska Polskiego.

## Życiorys
Urodził się w rodzinie właściciela folwarku Nikodema i jego żony Bronisławy z domu Wyszomirska. Od 1867 uczęszczał do gimnazjum w Wągrowcu, świadectwo dojrzałości otrzymał w 1879 w Rogoźnie. Medycynę studiował w Greifswaldzie (Gryfia), doktorat uzyskał w 1884 r. W następnym roku podjął pracę jako lekarz w Buku. Podjął się tam pracy społecznej; zreorganizował istniejące już Towarzystwo Przemysłowców „Harmonia” i założył TG „Sokół”. W skład Rady Miejskiej Buku wszedł w 1890, a trzy lata później został członkiem Magistratu. Funkcję tę sprawował aż do 1919. Od 1902 był kierownikiem Banku Ludowego w Buku. W 1918 stanął na czele tamtejszej Rady Ludowej, a w styczniu 1919, w wieku 60 lat zorganizował i prowadził szpital powstańczy. Po zakończeniu powstania wielkopolskiego pracował w szpitalu wojskowym w Poznaniu. W 1919 otrzymał stopień pułkownika. Za szczególne zasługi dla rozwoju miasta nadano mu tytuł Honorowego Obywatela Buku. Później prowadził prywatną praktykę. W 50. rocznicę pracy zawodowej, w 1934 otrzymał honorowy doktorat Uniwersytetu Poznańskiego.
Zmarł w Poznaniu. Został pochowany w grobowcu rodzinnym na Cmentarzu św. Rocha w Buku. W 1985 r. ul. Nowomiejską w Buku przemianowano na ul. dr. Wróblewskiego, a w Zbiorczej Szkole Podstawowej powstała Izba Pamięci, poświęcona lekarzowi-patriocie. Był żonaty z Henryką z Pfitznerów, z którą miał dzieci: Zofię (ur. 1889), Jana Tadeusza (ur. 1898) i Annę zam. Marszałek (ur. 1909).